# غريس روبنسون
غريس روبنسون (بالإنجليزية: Grace Robinson)‏ هي منافسة ألعاب القوى أسترالية، ولدت في 31 ديسمبر 1998.

## وصلات خارجية
- غريس روبنسون على موقع الاتحاد الدولي لألعاب القوى (الإنجليزية)
- غريس روبنسون على موقع النتائج التاريخية لألعاب القوى الأسترالية (الإنجليزية)
- غريس روبنسون على موقع أوليمبيديا (الإنجليزية)